# Carl Pfleiderer
Carl Paul Pfleiderer (* 3. Juli 1881 in Waiblingen; † 7. August 1960 in Braunschweig) war ein deutscher Maschinenbauingenieur und von 1912 bis 1952 Hochschullehrer an der Technischen Hochschule Braunschweig. Er entwickelte die theoretischen Grundlagen des modernen Kreiselpumpenbaus.

## Leben und Werk
Der Sohn des Tuchmachers Carl Pfleiderer (1845–1927) und dessen Ehefrau Marie, geb. Wirth (1847–1895) schloss 1899 die Oberrealschule ab. Er studierte von 1901 bis 1905 Maschinenbau an der Technischen Hochschule Stuttgart und beendete das Studium mit dem Staatsexamen und dem Grad eines Dipl.-Ing. Im Jahre 1906 folgte die Promotion zum Dr.-Ing. mit einer Arbeit über Dynamische Vorgänge beim Anlauf von Maschinen. Es folgte ab 1907 eine mehrjährige Tätigkeit in der Industrie als Konstrukteur für Pumpen und Dampfmaschinen. Ab 1909 war er bei Thyssen in Mülheim an der Ruhr als Oberingenieur bzw. Abteilungsvorstand tätig.

### Hochschullehrer in Braunschweig
Am 1. Januar 1912 wurde Pfleiderer als ordentlicher Professor für Dampfmaschinenbau an die TH Braunschweig berufen. Während des Ersten Weltkriegs leistete er ab 1914 seinen Militärdienst, bis 1917 als Hauptmann und Führer einer Artilleriebatterie. An die Hochschule zurückgekehrt, leitete er seit 1920 das hochschuleigene Kraftwerk, welches auch für Forschungs- und Ausbildungszwecke genutzt wurde. Von 1945 bis 1947 war Pfleiderer Prorektor der Hochschule. Pfleiderer wurde 1949 emeritiert und wohnte 1951 in der Herzogin-Elisabeth-Straße 97 in Braunschweig. Im September 1952 wurde Hartwig Petermann (1919–1997) sein Nachfolger als Institutsleiter.

### Ehrungen
Pfleiderer wurde 1951 anlässlich seines 70. Geburtstags zum Ehrendoktor der Universität Stuttgart ernannt. Ebenfalls 1951 wurde er Ehrenmitglied des VDI und am 3. Juli 1951 zum Ehrensenator der TH Braunschweig ernannt. Seit 1949 war er ordentliches Mitglied der Braunschweigischen Wissenschaftliche Gesellschaft. Im Jahre 1956 wurde ihm das Große Bundesverdienstkreuz verliehen und im selben Jahr das Pfleiderer-Institut für Strömungsmaschinen nach ihm benannt. In Braunschweig trägt die Pfleidererstraße im Stadtteil Kanzlerfeld seinen Namen. Anlässlich des 100. Geburtstages von Pfleiderer wurde vom 14. bis 16. Oktober 1981 die VDI-Tagung Hydraulische Strömungsmaschinen – Carl Pfleiderer-Gedächtnis-Tagung an der TU Braunschweig veranstaltet. Zu seinem 125. Geburtstag fand vom 3. Juli bis zum 15. September 2006 die Ausstellung Prof. Dr.-Ing. Carl Pfleiderer in der Universitätsbibliothek Braunschweig statt.

### Wissenschaftliche Leistung
Pfleiderers wichtigstes Forschungsgebiet war der Kreiselpumpenbau. Derartige Pumpen zur Förderung von Flüssigkeiten wurden bereits seit längerem genutzt, es fehlten jedoch fundierte Berechnungsgrundlagen für deren Konstruktion. Diese Verfahren wurden von Pfleiderer erarbeitet und patentiert, worunter der Minderleistungsansatz von Pfleiderer weltweite Beachtung fand und auch heute noch angewendet wird. Sein 1924 veröffentlichtes Werk über Die Kreiselpumpen galt bald als Standardwerk für die Berechnung und Konstruktion von Kreiselpumpen.

## Schriften (Auswahl)
- Die Kreiselpumpen. J. Springer, Berlin 1924, DNB 57565709X
- Vorausbestimmung der Kennlinien schnelläufiger Kreiselpumpen. VDI-Verlag, Berlin 1938, DNB 575657111
- Hütte. Bd. 3, 1931, Abschnitt Pumpen u. Verdichter.
- Die Wasserturbinen. Wolfenbütteler Verlagsanstalt, Wolfenbüttel, Hannover 1947, DNB 453763286.
- Dampfturbinen. Wolfenbütteler Verlagsanstalt, Wolfenbüttel, Hannover 1949, DNB 453763200.
- Mechanische Energiespeicher konstanten Volumens. In: Eduard Justi (Hrsg.): Abhandlungen der Braunschweigischen Wissenschaftlichen Gesellschaft. Band III. 1951. Verlag Friedr. Vieweg & Sohn, Braunschweig, 1951, S. 200 – S. 215.
- Strömungsmaschinen, Berlin 1952. Dieses Standardwerk ist ein Klassiker der Technik und erschien 2005 in 7. Auflage, gemeinsam mit Hartwig Petermann (ISBN 3-540-22173-5) und wurde in mehrere Sprachen übersetzt.
- Die Kreiselpumpen für Flüssigkeiten und Gase : Wasserpumpen, Ventilatoren, Turbogebläse, Turbokompressoren. Springer, Berlin 1955, DNB 453763227